# Hasičská brigáda v Paříži

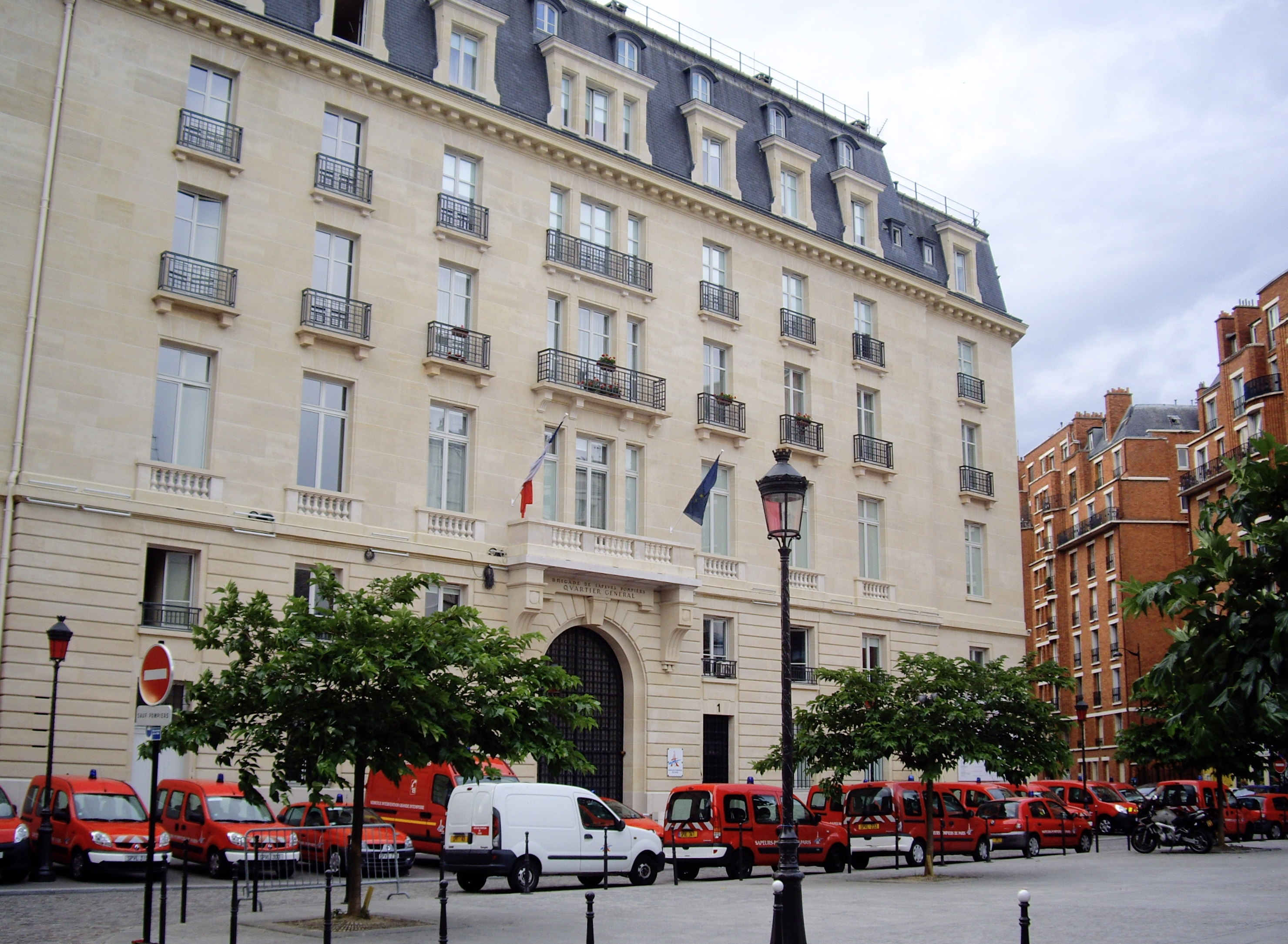
Sídlo velitelství sboru

Hasičská brigáda v Paříži (francouzsky Brigade de sapeurs-pompiers de Paris, zkráceně BSPP) je profesionální hasičský sbor v Paříži. Jedná se o jednotku francouzského vojska, která je však podřízena policejnímu prefektovi a tudíž podléhá ministerstvu vnitra. Jeho pravomoc se vztahuje na město Paříž a sousedící departementy Hauts-de-Seine, Seine-Saint-Denis a Val-de-Marne. Od roku 1969 zajišťuje protipožární zabezpečení kosmodromu v Kourou ve Francouzské Guyaně. Heslo pařížských hasičů zní „Sauver ou périr“ (Zachránit nebo zahynout).

## Historie
Ve středověku byl boj proti požárům v rukou samotných obyvatel a neexistoval žádný profesionální sbor. Policejní nařízení z let 1371, 1395 a 1400 ukládala majitelům domů mít k dispozici velký sud s vodou pro případ požáru.
V roce 1524 pařížský parlament nařídil, že obyvatelé mají mít v domech nádoby s vodou a v oknech mají být v noci rozsvícené svítilny, což bylo první pouliční osvětlení v Paříži.
Dne 31. července 1681 byly v Paříži a na předměstích (v klášterech, domech konšelů a bohatých měšťanů) rozmístěna vědra a háky. Hlavní sklad byl na radnici. Protože však členové náboženských řádů a měšťané nebyli schopni se požárům účinně bránit, nařídil Ludvík XIV., že hlavními bojovníky proti požárům budou členové švýcarské a francouzské gardy.
Další povinností bylo udržovat studny a vodní nádrže v dobrém stavu a stejně tak všechny prostředky k ochraně. V roce 1699 François Dumouriez du Perrier získal královské povolení, aby vylepšil situaci ve městě a získal na 30 let koncesi na postavení vodních čerpadel a dodávku kožených hadic ve městě.
V roce 1715 byl François Dumouriez du Perrier jmenován Ludvíkem XIV. hlavním dozorcem veřejných čerpadel, která sloužila obyvatelstvu bezplatně v případě požárů, čímž se stal prvním profesionálním hasičem ve Francii. V roce 1719 bylo v Paříži 17 veřejných čerpadel, která udržovalo a obsluhovalo 40 osob. V roce 1722 Ludvík XV. založil Compagnie des Gardes des Pompes du Roy (Společnost strážců královských čerpadel). Tento první hasičský sbor měl 62 mužů.
Hasičský sbor byl přeměněn v roce 1793 na Corps des gardes-pompes de la ville de Paris (Sbor hasičů města Paříže). Po požáru na rakouském velvyslanectví 1. července 1810, při kterém zahynulo asi 100 osob, přeměnil Napoleon sbor výnosem z 18. září 1811 s novým názvem Bataillon de sapeurs-pompiers de Paris (Hasičský prapor v Paříži) na vojenskou jednotku. V roce 1867 se hasiči přejmenovali na Régiment de sapeurs-pompiers de Paris (Hasičský pluk v Paříži) a od roku 1967 používají dnešní název.

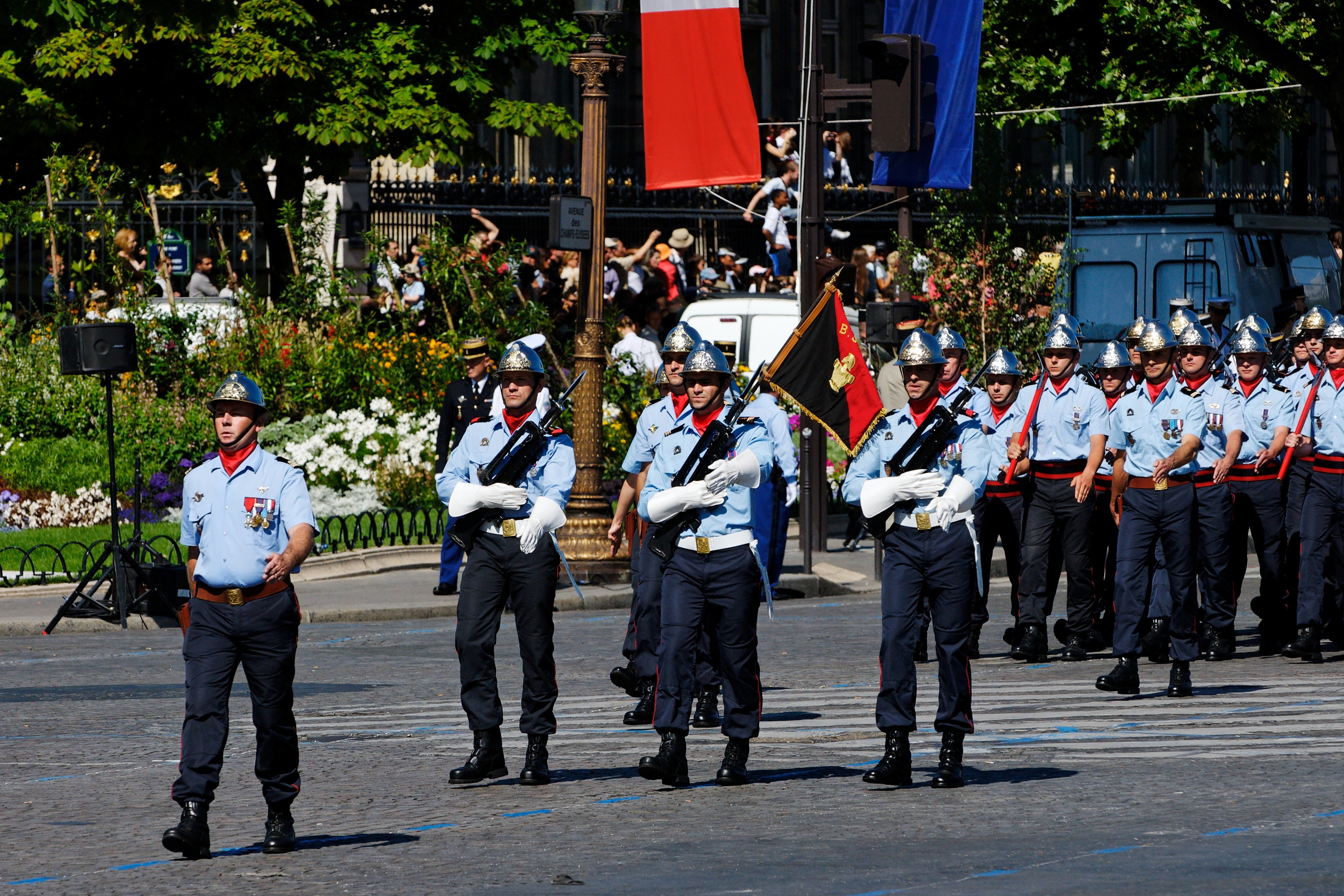
Příslušníci sboru při vojenské přehlídce 14. července na Champs-Élysées

## Rozdělení
BSPP má 77 hasičských stanic, které jsou rozděleny do třech základních skupin. Skupina 1 zahrnuje severovýchodní část metropole a departement Seine-Saint-Denis, skupina 2 jihovýchodní část Paříže s departementem Val-de-Marne a skupina 3 zahrnuje západní část města včetně departementu Hauts-de-Seine. V samotné Paříži se nachází 25 hasičských stanic, zbývajících 52 leží v departementech. Velitelství sídlí na Place Jules Renard v blízkosti Porte Maillot.

## Statistika
BSPP má 130 požárních vozů a 63 žebříků. Se svými 7 412 zaměstnanci (2005) je po hasičském sboru v New Yorku (16 000) druhým největším hasičským sborem na světě. Třetí je Londýn s necelými 7 000 zaměstnanci.
Sbor každoročně provede na 430 000 výjezdů, z nichž většina (75 %) připadá na lékařskou pohotovost a dopravní nehody. Na technická nebezpečí připadá 15 % a na samotné požáry jen asi 5% výjezdů.
Roční rozpočet v roce 2005 činil 323,7 miliónů eur, z něhož 78,2 % tvořilo platy a sociální pojištění, 10,5 % materiál, 8,8 % stavební investice a 2,5 % nájemné. Na financování se spolupodílí departementy (29 %), město Paříž (26 %), ministerstvo vnitra (24 %) a ostatní obce (21 %).